# Dwergstruweel

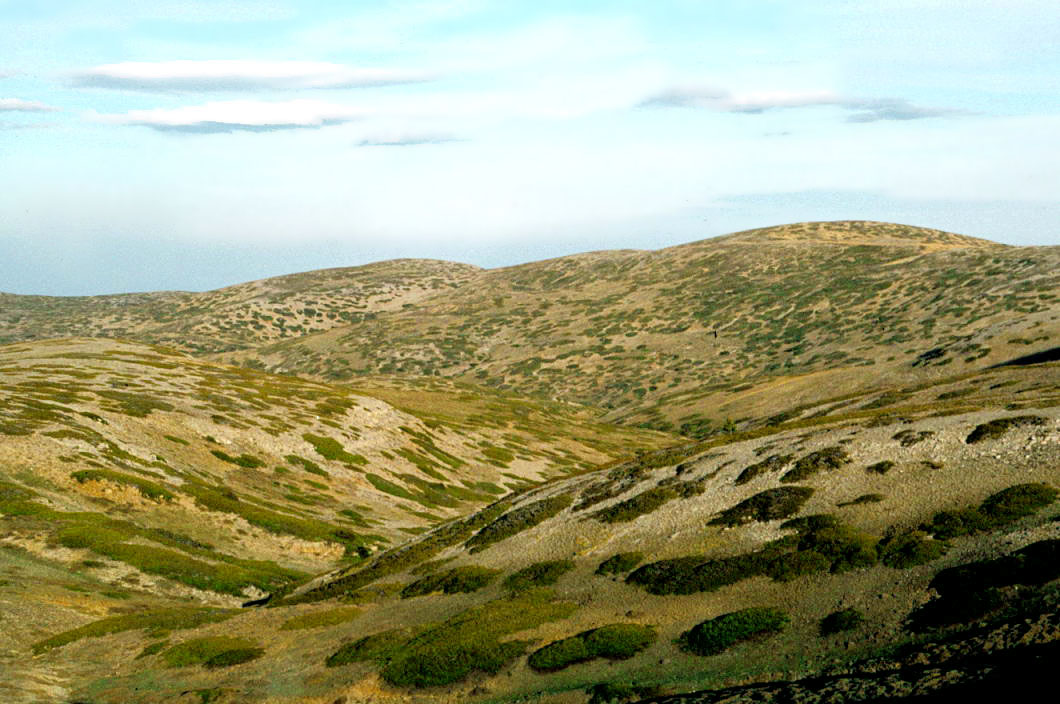
Een dwergstruweel in Gúdar-Javalambre

Een dwergstruweel is een laagblijvend type struweel waarin dwergstruiken dominant en aspectbepalend zijn. Een struik- en boomlaag zijn bij een dwergstruweel afwezig of zeer slecht ontwikkeld.

## Dwergstruweelgemeenschappen in Nederland en Vlaanderen

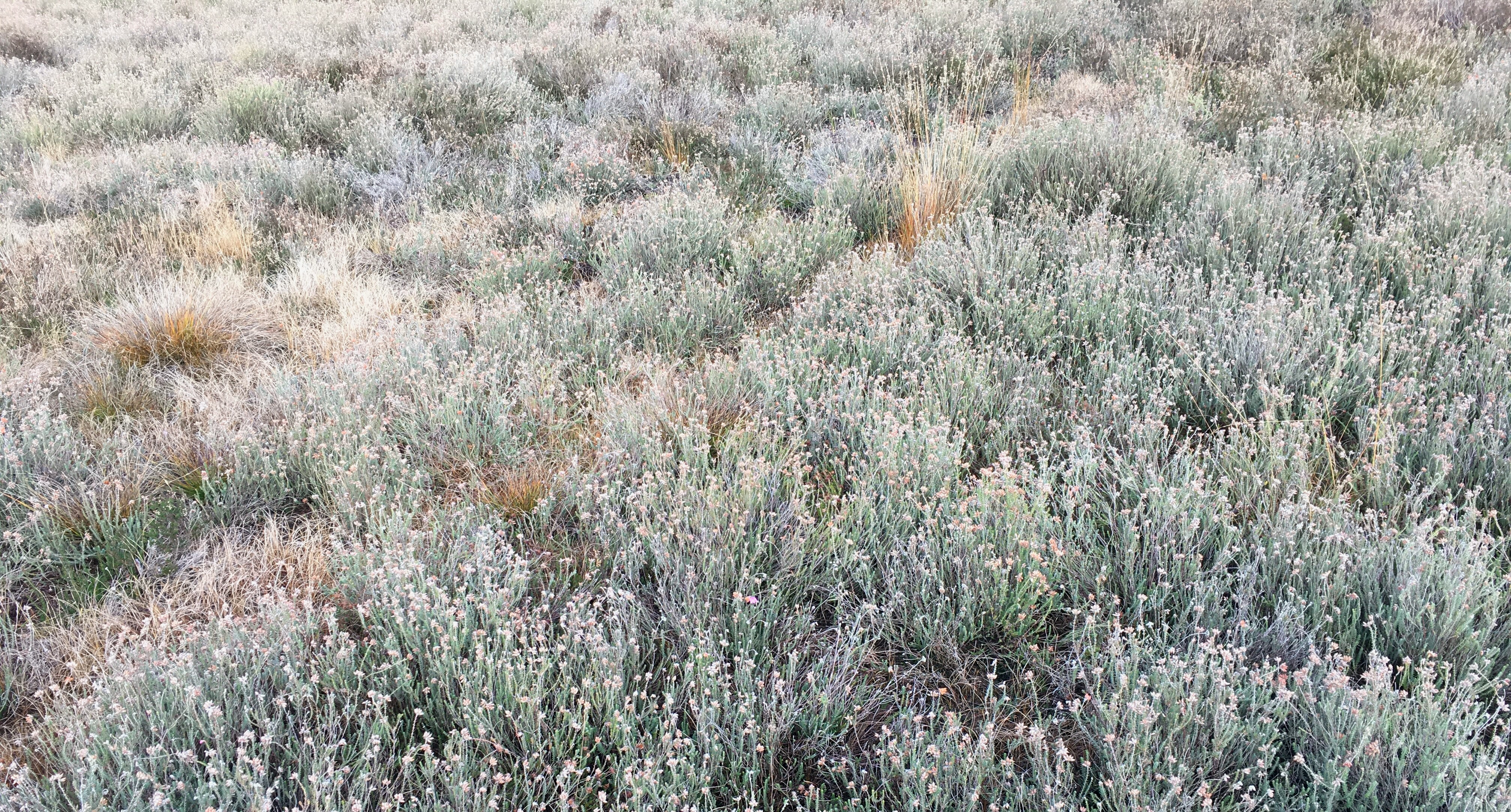
Een winteraspect van de associatie van gewone dophei, een nat dwergstruweel.

In de vegetatiekunde worden in Nederland en Vlaanderen de onderstaande dwergstruweelgemeenschappen onderscheiden.
- Dwergstruwelen uit de klasse van hoogveenbulten en natte heiden (Oxycocco-Sphagnetea)
  - Dwergstruwelen uit de dophei-orde (Ericetalia tetralicis)
    - Dwergstruwelen uit het dophei-verbond (Ericion tetralicis)
      - associatie van gewone dophei (Ericetum tetralicis)
      - associatie van kraaihei en gewone dophei (Empetro-Ericetum)

- Dwergstruwelen uit de klasse van droge heiden (Calluno-Ulicetea)
  - Dwergstruwelen uit de struikhei-orde (Calluno-Ulicetalia)
    - Dwergstruwelen uit het verbond van struikhei en kruipbrem (Calluno-Genistion)
      - associatie van struikhei en stekelbrem (Genisto anglicae-Callunetum)
      - associatie van struikhei en bosbes (Vaccinio-Callunetum)

    - Dwergstruwelen uit het kraaihei-verbond (Empetrion nigri)
      - associatie van zandzegge en kraaihei (Carici arenariae-Empetretum)
      - associatie van eikvaren en kraaihei (Polypodio-Empetretum)
      - associatie van kruipwilg en kraaihei (Salici repentis-Empetretum)
      - associatie van wintergroen en kruipwilg (Pyrolo-Salicetum)

- Dwergstruwelen uit de zeeaster-klasse (Asteretea tripolii)
  - zoutmelde-associatie (Halimionetum portulacoides)

## Fotogalerij

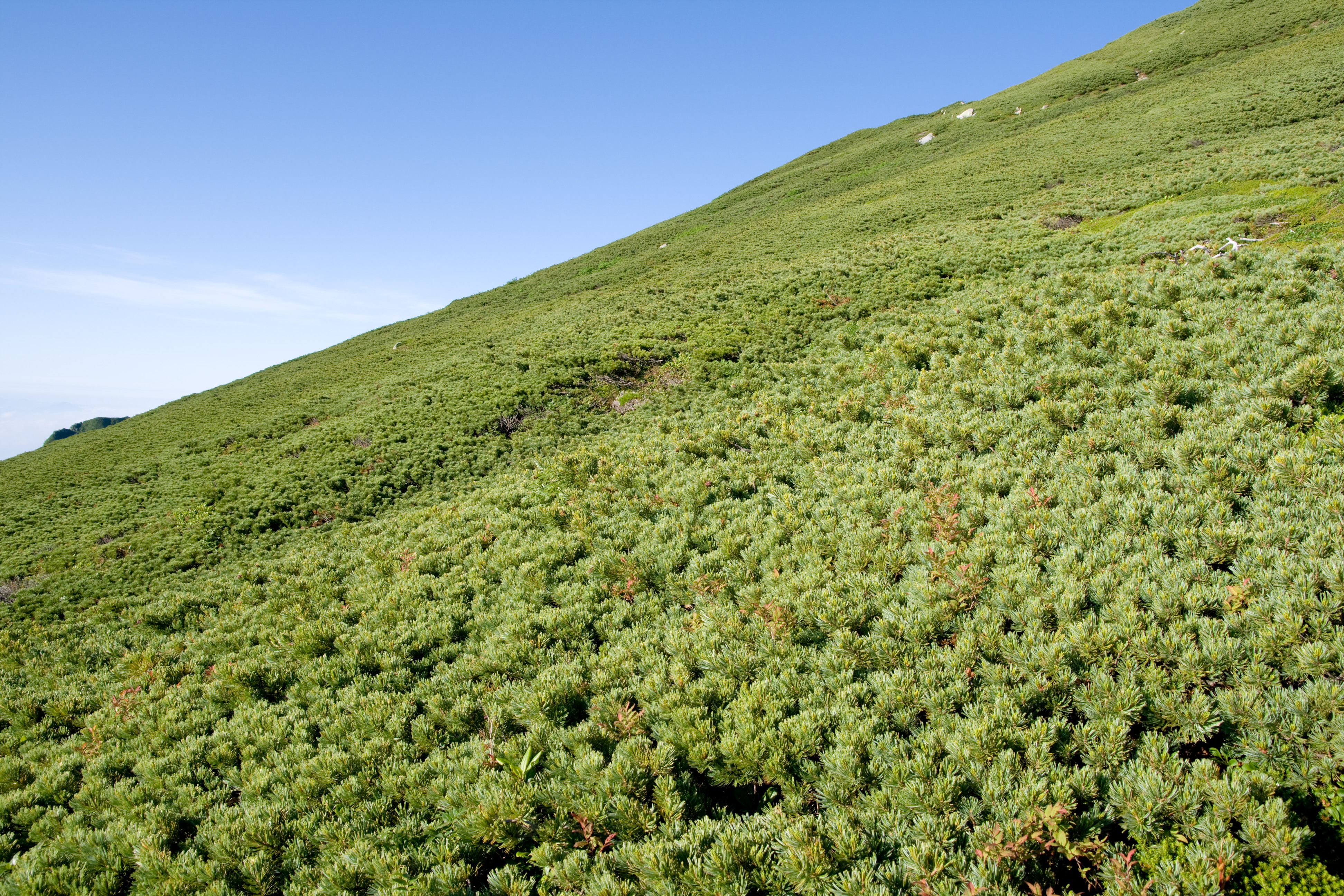
Naaldstruweel gedomineerd door Siberische dwergden
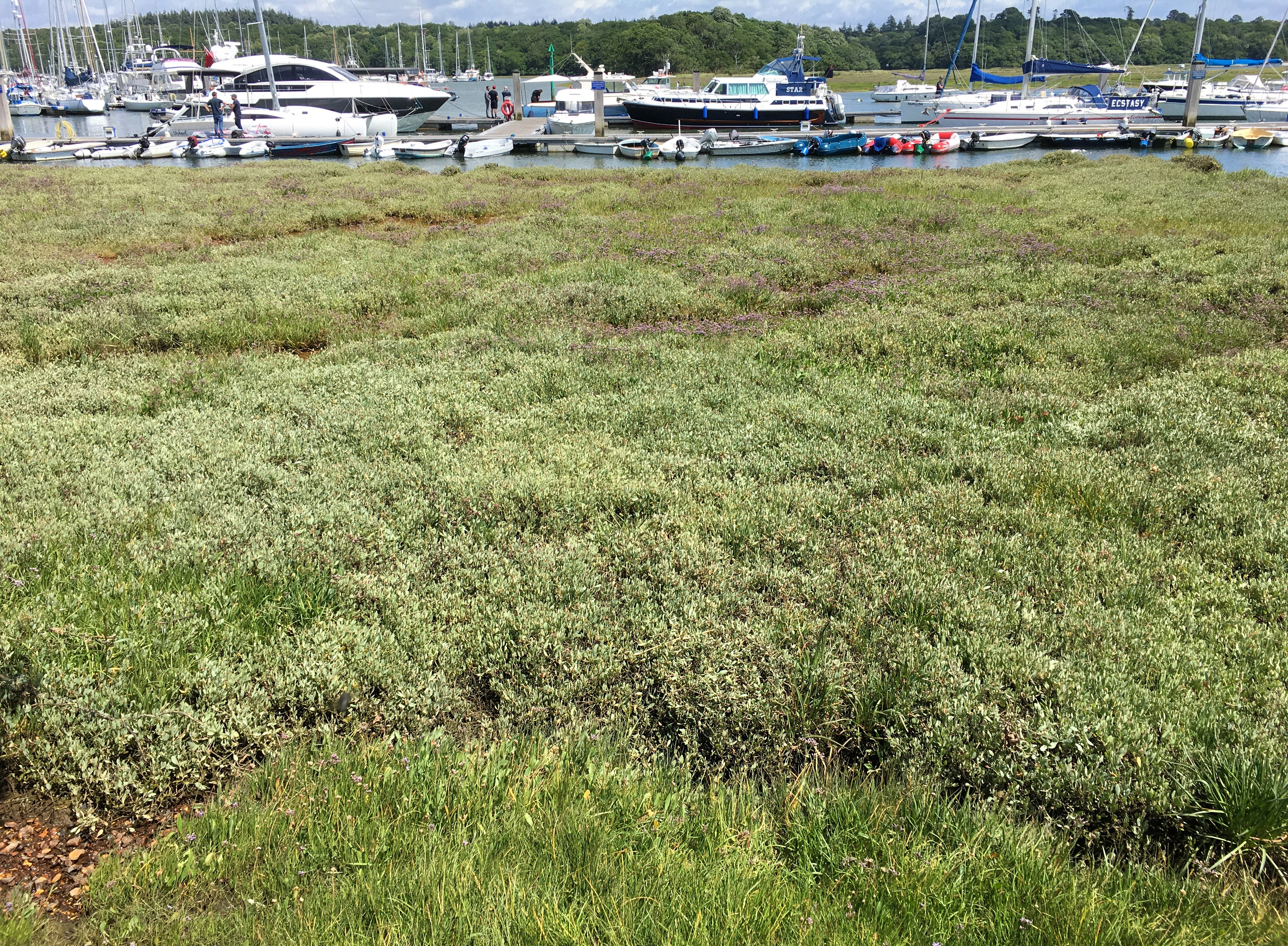
Een halofiel dwergstruweel van de zoutmelde-associatie
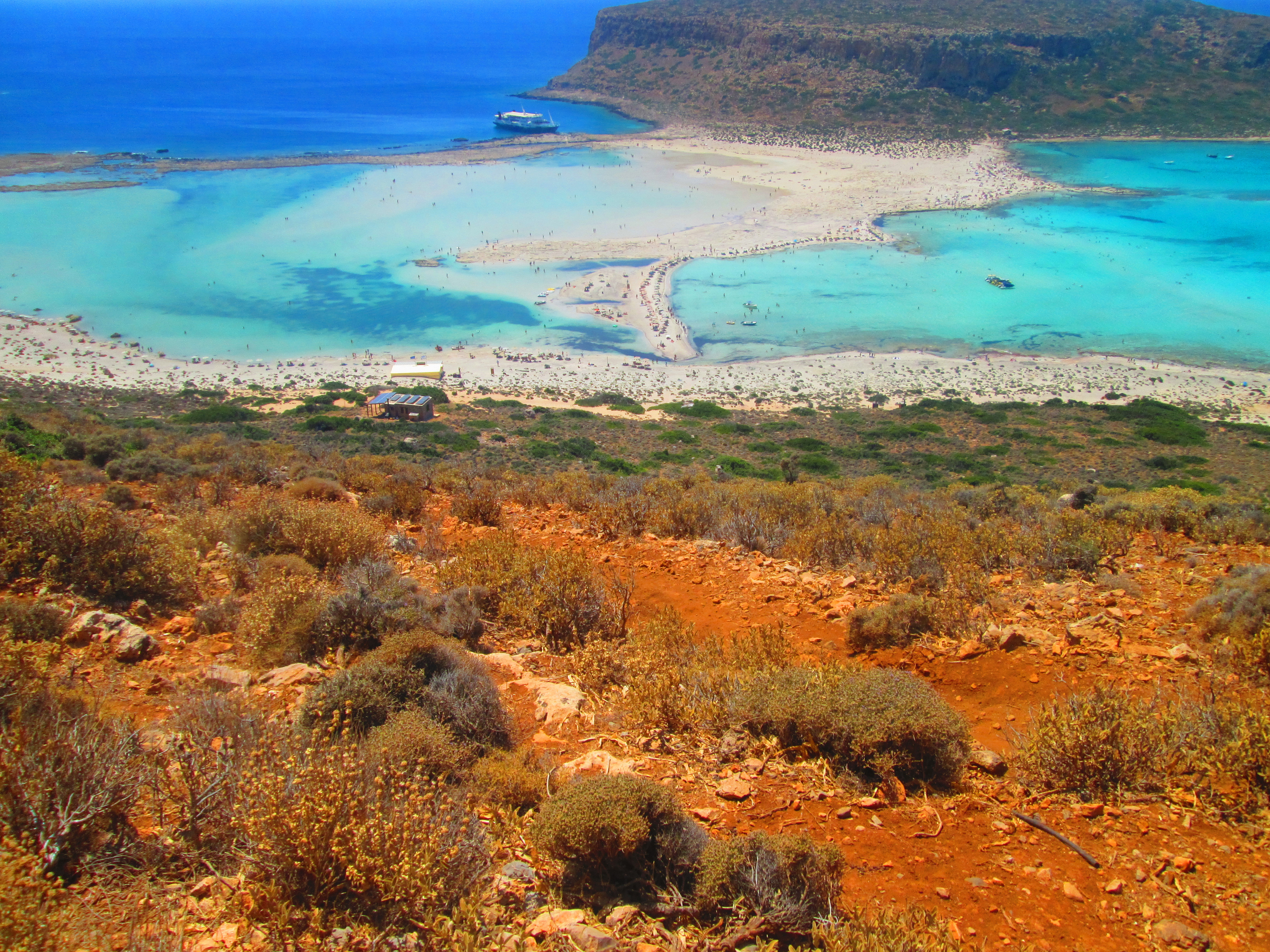
Open dwergstruweel in Kreta (Griekenland)
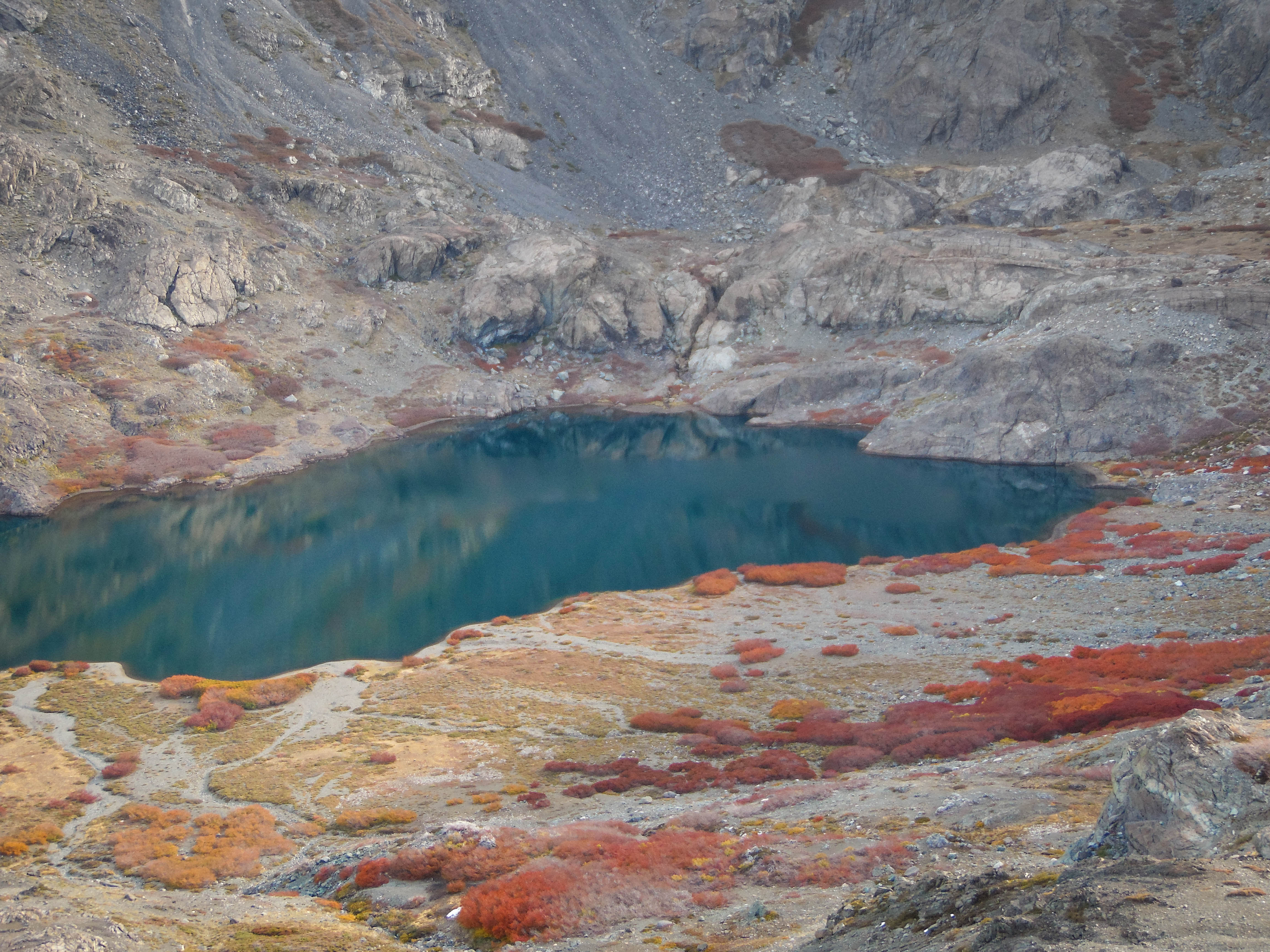
Een dwergstruweel in Talca (Chili)
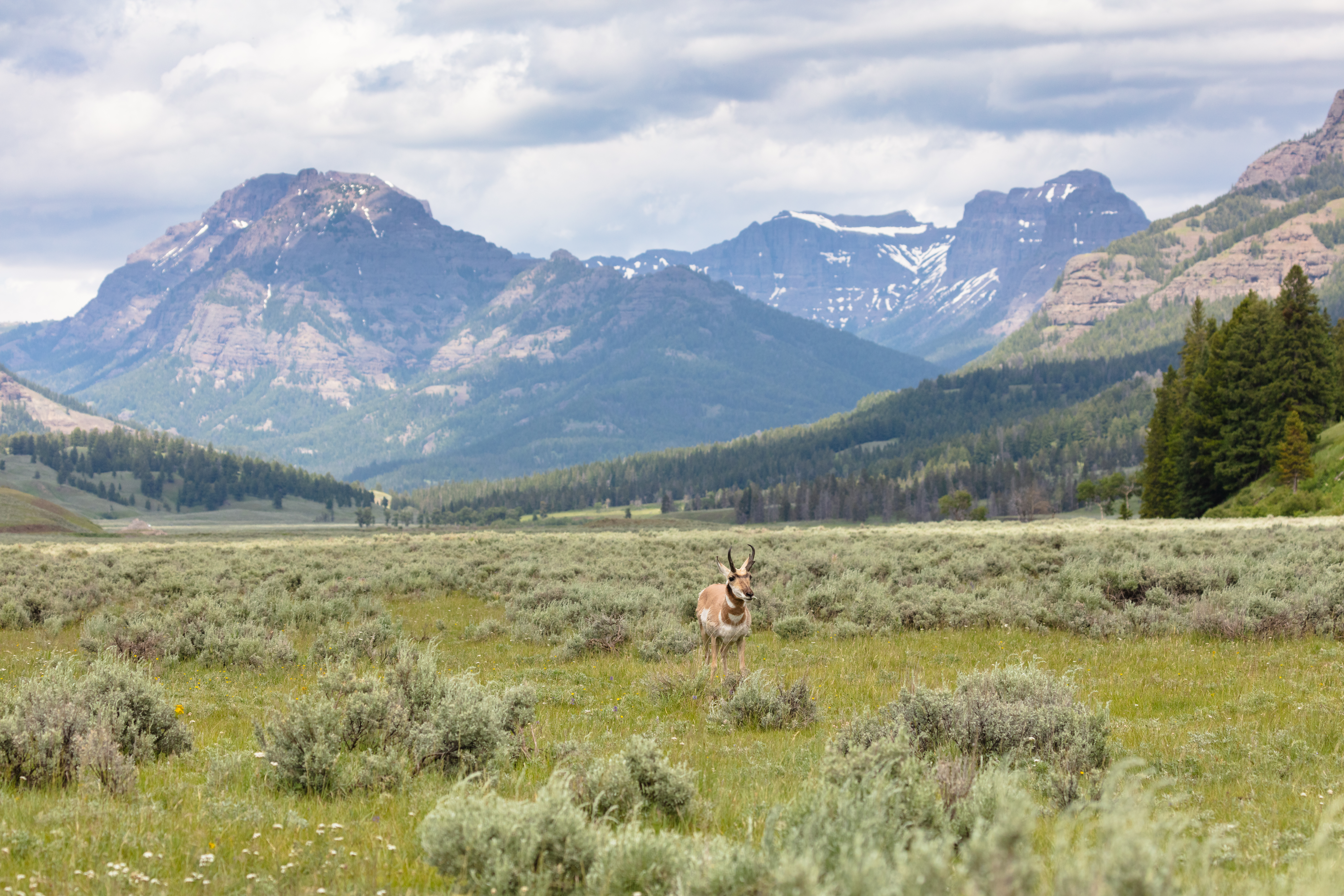
Vallei met dwergstruweel in Wyoming (VS)
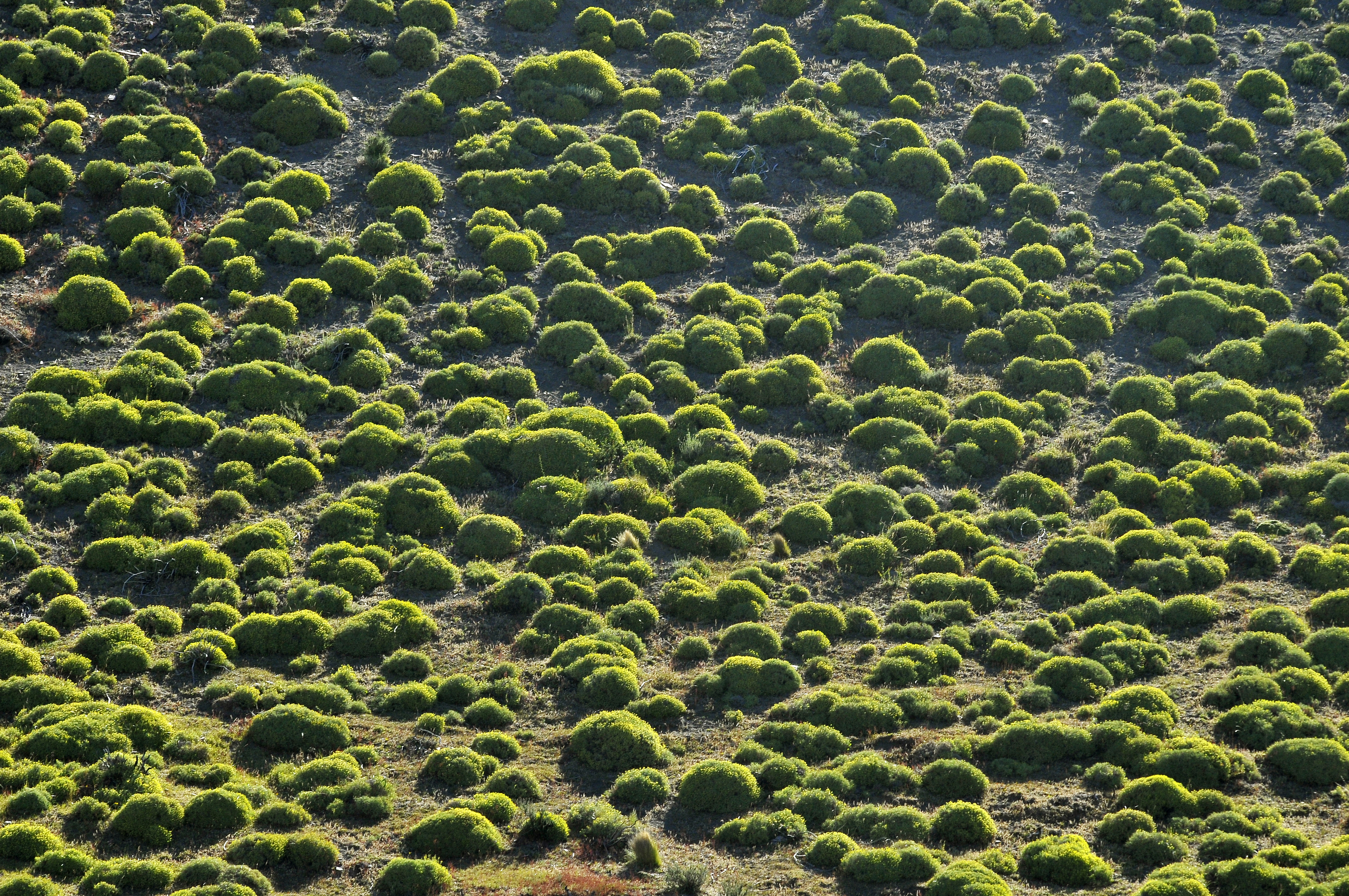
Dwergstruweel in Magallanes (Chili)
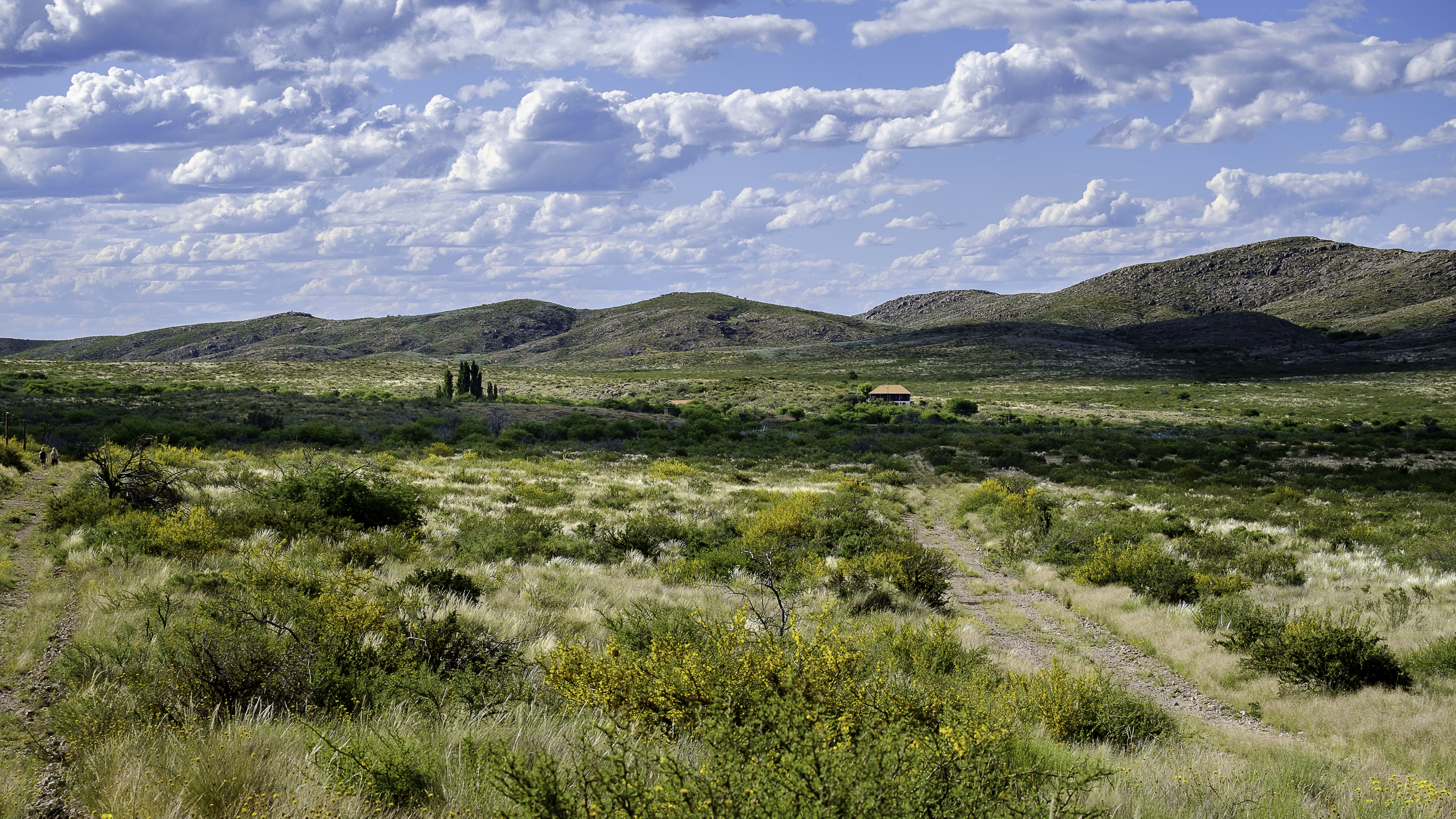
Dwergstruweel in La Pampa (Argentinië)